# Alexios V av Trapezunt
Alexios V av Trapezunt, född 1454, död 1463, var regerande kejsare av Trapezunt under 1460. 
Hans far hade varit medregent till sin bror Johannes IV, och när fadern avled, blev Alexios tronföljare. Han efterträdde sin farbror Johannes IV vid sex års ålder, och avsattes samma år av sin andra farbror David. 
Vid Trapezunts fall 15 augusti 1461 erövrades hela kejsardömet Trapezunt av det Osmanska riket och hela den före detta kejserliga familjen fördes som fångar till Konstantinopel. Den 1 november 1463 avrättades alla manliga medlemmar av familjen - exkejsaren David Komnenos, hans tre söner och exkejsare Alexios V - medan Maria Gattilusio och Anna Megale Komnene placerades då i det kejserliga osmanska haremet.